# Narvalina
Narvalina là một chi thực vật có hoa trong họ Cúc (Asteraceae).

## Loài
Chi Narvalina gồm các loài: